# Hisaki Matsuura
 (mars 2024).
Si vous disposez d'ouvrages ou d'articles de référence ou si vous connaissez des sites web de qualité traitant du thème abordé ici, merci de compléter l'article en donnant les références utiles à sa vérifiabilité et en les liant à la section « Notes et références ».
Hisaki Matsuura (松浦 寿輝, Matsuura Hisaki), né le 18 mars 1954 à Tokyo, est un professeur, poète et romancier japonais.

## Biographie
Né à Tokyo, Matsuura obtient en 1981 son doctorat en littérature française de l'université Sorbonne-Nouvelle et devient en 1982 professeur adjoint au département de français à l'université de Tokyo où il est maintenant professeur de culture et de représentation. Il bénéficie en 1997–1998 d'une bourse de la fondation du Japon pour étudier à l'université Harvard.
Critique de cinéma, il est avant tout connu comme poète avant d'aborder la prose en publiant un premier recueil de nouvelles en 1996. Il est depuis devenu romancier et a notamment publié des romans policiers.
Paru en feuilleton, son roman intitulé Kawa no Hikari (« Lumière de la rivière ») a été adapté pour une émission spéciale de télévision d'anime.

## Prix
Matsuura a reçu un certain nombre de prix pour son œuvre littéraire, dont le prix Akutagawa en 2000 pour Hana kutashi (A Spoiling Rain), le prix Yomiuri en 2004 pour Hantō (« La Péninsule »), le prix Jun Takami pour Fuyu no ki (1988), le prix Mishima pour Orikuchi Shinobu Ron en 1996, le prix Shōhei-Kiyama pour Ayame karei hikagami (2005) et le prix Sakutarō Hagiwara pour Kissui toshi en 2009.

## Œuvre

### Études et essais
- 1981 : André Breton et la topologie du texte  (préf. Éric Dayre), Hermann, coll. « Échanges littéraires », 2021 (ISBN 979-10-370-0893-0, DOI 10.14375/NP.9791037013392, lire en ligne)
- A Comparative Study on Images of 'Modernity', The Japan Foundation Newsletter XXVI/No. 1, pages 7–8.
- Electronic Realism, traduit par Indra Levy[1].
- The Memory of the Extra-Filmic: Preservation and Access to Materials for the Future of Film Studies[2]

### Romans
- 2001 : 巴 (Tomoe?) Le Calligraphe (Tomoe), roman, traduit par Silvain Chupin, Paris, Éditions Payot & Rivages, coll. « Rivages/Noir. Grand format », 2020, 300 p.  (ISBN 978-2-7436-5062-9)